# 灰頭紫水雞

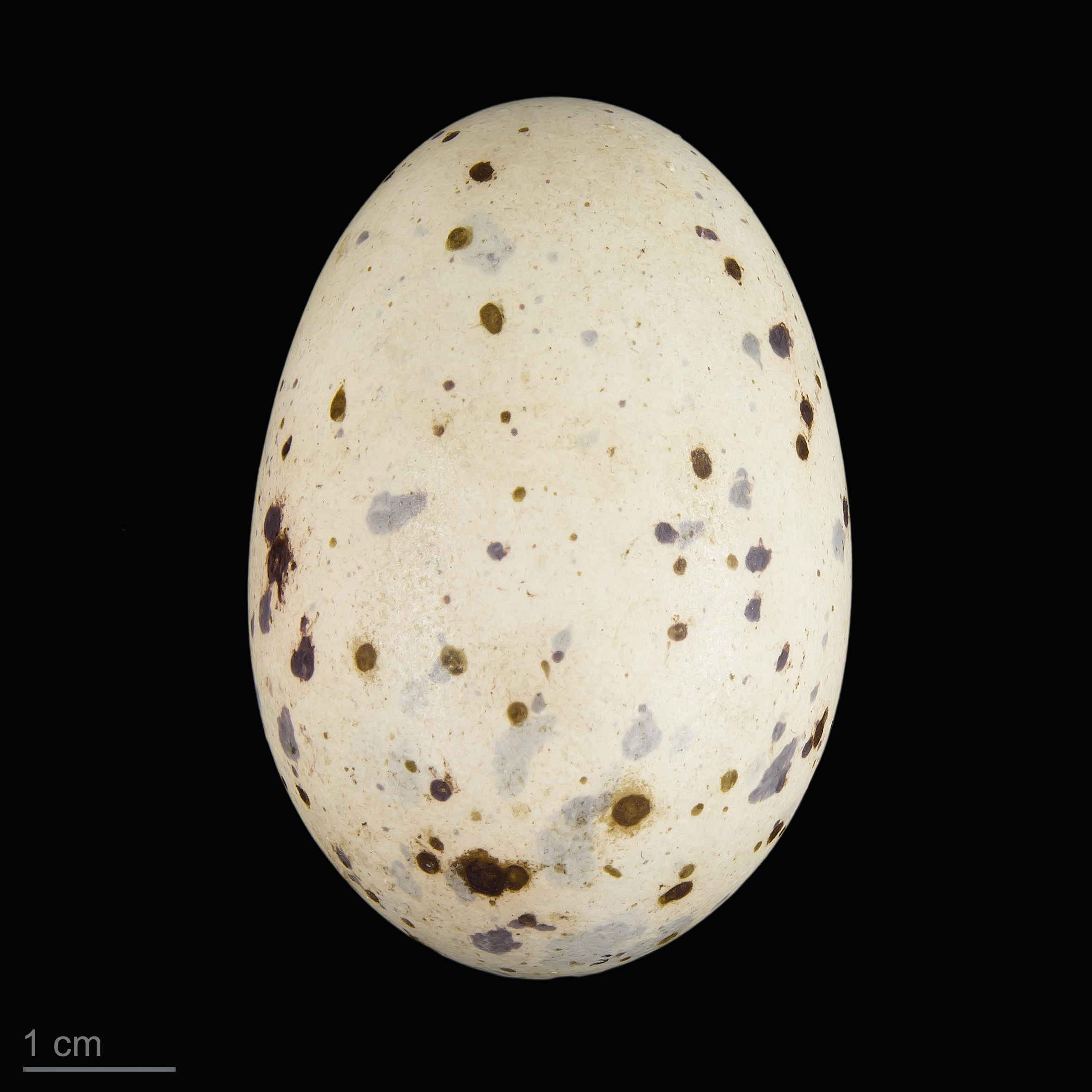
卵 Porphyrio porphyrio

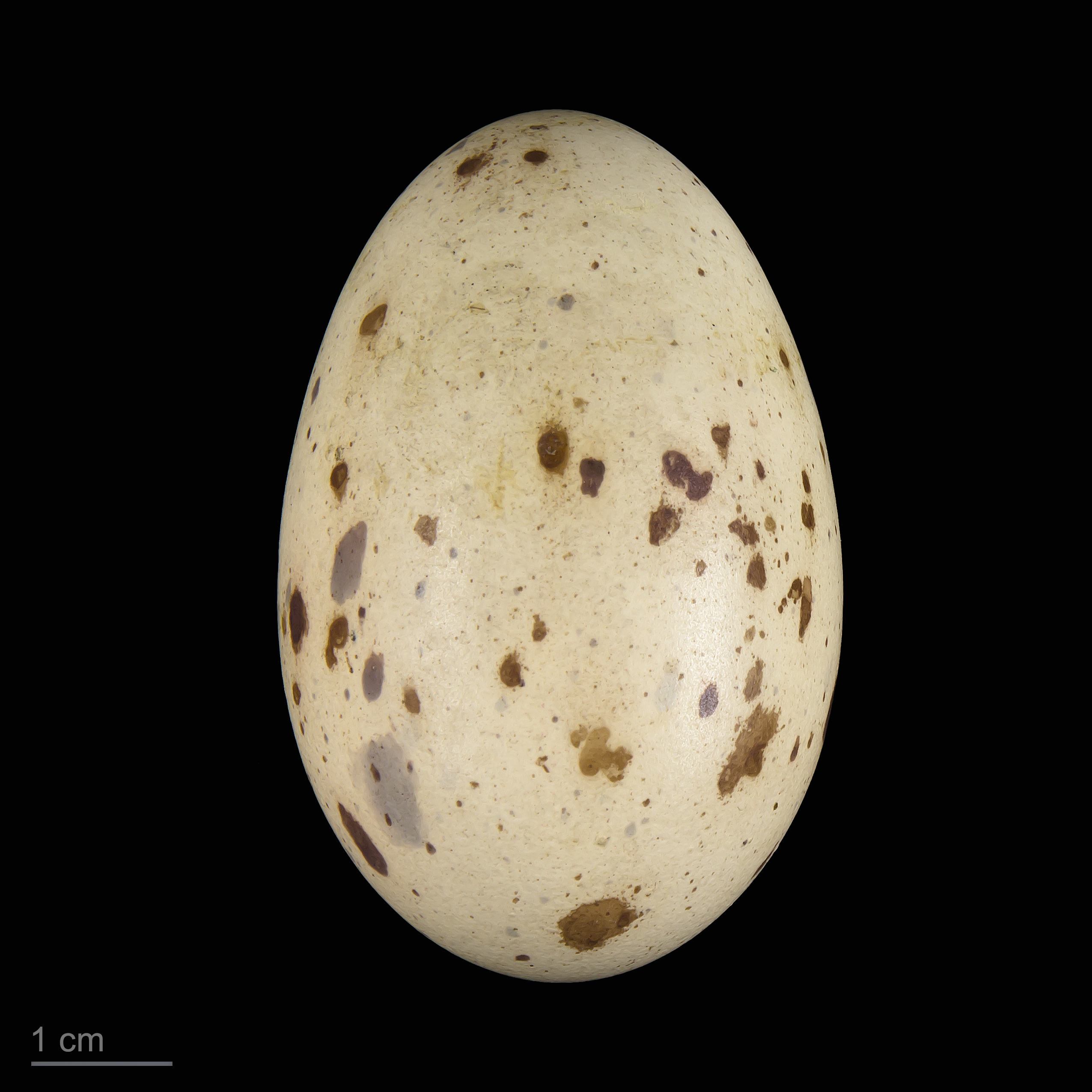
灰頭紫水雞的卵

为秧鸡科紫水鸡属的鸟类。该物种的模式产地在亚洲。分佈於中東、印度次大陸、中國南部及泰國北部。

## 分類和系統學
灰頭紫水雞是屬於紫水雞屬 （Porphyrio）中的15個物種之一。直到2015年，它還被歸類為紫水雞（P. porphyrio）的亞種，當時紫水雞物種複合體被分為6個物種。

## 特征
紫水鸡体重约773.9克，翼长约234.9毫米，嘴峰长约56.2毫米，喙宽度约9.4毫米，喙厚度约21.3毫米，跗蹠长约79.9毫米，尾长约85.5毫米。紫水鸡在其分布区内为留鸟，其栖息在半开放的湖泊、沼泽等湿地环境中，食性为草食性，主要食物来源是水生植物。

## 亚种
- 紫水鸡云南亚种（学名：Porphyrio poliocephalus poliocephalus）。在中国大陆，分布于云南、广西等地。该物种的模式产地在印度。[4]被人为引进至美国佛罗里达州
- ：分布于里海至伊朗西北部和土耳其。
- ：分布于伊拉克和伊朗南部至阿富汗、巴基斯坦和印度西北部。
- ：分布于缅甸南部至泰国南部、中国南部、马来半岛和印度支那。[5]